# جانيت لي (لاعبة بلياردو أمريكي)
جانيت لي (بالإنجليزية: Jeanette Lee)‏ هي لاعبة بلياردو أمريكي ‏ أمريكية، ولدت في 9 يوليو 1971 في بروكلين في الولايات المتحدة.